# Casa Stimson
La Casa Stimson (Stimson House in inglese) è una storica magione di stile romanico richardsoniano situata a Los Angeles nel quartiere di West Adams sulla Figueroa Street. Fu costruita nel 1891 per il milionario Thomas Douglas Stimson. Mentre era abitata da Stimson la casa sopravvisse ad un attacco a colpi di dinamite avvenuto nel 1896.
Alla sua morte la casa divenne una casa per studenti per il Mount St. Mary's College ed un convento delle Suore di San Giuseppe di Carondelet.

## La Casa Stimson nel cinema e nella televisione
La Casa Stimson ha fatto da sfondo a riprese sia per il cinema che per la televisione. Telefilm girati in loco: La donna bionica, episodio Black Magic, Pushing Daisies episodio The fun in funeral. Film girati in loco: La casa di Helen (1987) di Ethan Wiley,  Dopo mezzanotte (1989), film a episodi, episodio La vecchia Casa oscura, diretto dai fratelli Jim Wheat e Ken Wheat.